# Отворено првенство Халеа 2010.
Отворено првенство Халеа 2010. био је тениски турнир који се играо на отвореним теренима на трави. 18. је едиција турнира. Дио је АТП 250 серије. Игра се на Gerry Weber стадиону у Халеу, у Њемачкој, од 5. јуна до 13. јуна 2010.

## Учесници

### Носиоци
Носиоци су одређени према рангу на АТП листи од 24. маја 2010.
| Тенисер            | Националност | Ранг | Носилац |
| ------------------ | ------------ | ---- | ------- |
| Роџер Федерер      | Швајцарска   | 1    | 1       |
| Николај Давиденко  | Русија       | 5    | 2       |
| Михаил Јужни       | Русија       | 14   | 3       |
| Хуан Карлос Фереро | Шпанија      | 18   | 4       |
| Радек Штјепанек    | Чешка        | 20   | 5       |
| Јирген Мелцер      | Аустрија     | 27   | 6       |
| Маркос Багдатис    | Кипар        | 30   | 7       |
| Лејтон Хјуит       | Аустралија   | 33   | 8       |

### Остали учесници
Тенисери који су добили специјалну позивницу организатора за учешће на турниру:
- Андреас Бек
- Николас Кифер
- Миша Зверев

Тенисери који су доспјели у главни жреб преко квалификација:
- Рохан Бопана
- Александре Кудријавцев
- Михаил Ледовских
- Ноам Окун

Тенисер који је доспио у главни жреб као срећни губитник:
- Доминик Меферт

## Побједници

### Појединачно
Лејтон Хјуит против  Роџера Федерера

### Парови
/  vs.  / 